# Юрок, Сол
Сол Ю́рок (англ. Sol Hurok, при рождении Соломон Израилевич Гурков; 1888—1974) — американский музыкальный и театральный продюсер еврейского происхождения.

## Биография
Сол Юрок родился в городе Погаре Черниговской губернии 9 апреля 1888 года.
Отец, Израиль Гурков, занимался торговлей тканями; мать, Анна Шрим, была домохозяйкой (в газете Нью-Йорк таймс говорится, что мать звали Наоми).
В 1906 году эмигрировал в США. Работал курьером, мыл бутылки, торговал в скобяной лавке. В конце 1900-х годов увлёкся политическим активизмом, приглашая начинающих музыкантов участвовать в социалистических митингах. Затем организовывал концерты для рабочих.
В 1910 году вместе с соратниками по Социалистической партии был одним из учредителей Трудового лицея, в котором наряду с лекциями проводились и концерты. Контакты Юрока с музыкантами упрочивались, и у него появилась возможность организовывать концерты в других местах — в частности, большие публичные концерты на Нью-Йоркском ипподроме. Среди музыкантов, чьи выступления провёл Юрок в 1910-е годы, — Ефрем Цимбалист, Эжен Изаи и др.
В 1914 году Юрок получил гражданство США.
В 1916 году Юрок познакомился с Анной Павловой, а в 1921—1925 годах был организатором её гастролей по США. В 1922 году Юрок познакомился с приехавшими в США балериной Айседорой Дункан и её мужем, поэтом С. Есениным, и организовывал концерты А. Дункан. Успех балерины способствовал росту популярности самого Юрока, ставшего в 1920-е годы одной из крупнейших фигур в культурной жизни Нью-Йорка. В 1920-х основал собственную концертную компанию «Hurok Artists, Inc.». В 1921—1927 годах Юрок был американским импресарио Фёдора Шаляпина. Среди других артистов российского происхождения, с которыми работал Юрок, можно назвать Артура Рубинштейна и Яшу Хейфеца. В 1926 году Юрок также провёл первые гастроли в США еврейского театра из СССР «Габима». Одним из направлений деятельности Юрока была организация концертов советских артистов в США и американских артистов в СССР, начавшаяся в 1926 году. В 1926—1937 годах и в 1956—1973 годах Юрок ежегодно ездил в Советский Союз.
Рубеж 1930—1940-х годов ознаменовался большими успехами Юрока и его музыкантов — начиная со знаменитого концерта Мариан Андерсон, данного на ступенях Мемориала Линкольну после того, как ей отказали в предоставлении зала из-за чёрного цвета кожи, и собравшего около 75 000 слушателей. В это время Юрок становится крупнейшим музыкальным продюсером страны. К 1940-м годам Юрок стал крупнейшим американским импресарио.
С 1956 года началась активная деятельность Юрока по восстановлению советско-американских культурных связей, ставшая возможной благодаря договору с США, предусматривавшему культурные обмены. Первым коллективом, посетившим США, стал Государственный Ансамбль Народного танца СССР под руководством Игоря Моисеева. Юроку американская публика была обязана концертами таких советских исполнителей, как Давид Ойстрах и Игорь Ойстрах, Святослав Рихтер, Эмиль Гилельс, Владимир Ашкенази, Майя Плисецкая, Мстислав Ростропович, Ирина Архипова, Галина Вишневская, Рудольф Баршай, Бэла Руденко и многие другие, а также трупп МХАТа, Большого театра, хореографического ансамбля «Берёзка», Театра кукол Сергея Образцова и др. В свою очередь, в СССР благодаря усилиям Юрока приезжали с концертами Ван Клиберн, Исаак Стерн, Жан Пирс, состоялись гастроли ведущих симфонических оркестров США — Филадельфийского, Бостонского, Кливлендского, а также многих других творческих коллективов и солистов.
В 1968 году, находясь на гастролях в США с оркестром имени Осипова, Людмила Зыкина произвела впечатление на Юрока, который посоветовал ей создать собственный музыкальный коллектив. Таким образом было положено начало ансамблю «Россия».
26 января 1972 года члены организации Лига защиты евреев произвели взрыв зажигательной, по другим источникам — дымовой бомбы или шашки, в офисе С. Юрока в здании на 56-й улице в Нью-Йорке.
В результате взрыва погибла, задохнувшись в дыму, Айрис Конес — секретарь С. Юрока, ранения и ожоги получили сам Юрок и от 9 до 12 его сотрудников.. Лига защиты евреев ещё в 1970 году требовала, чтобы Юрок разорвал контракты с советскими артистами. Тем не менее, тогдашний руководитель Лиги Б. Зейбон отрицал даже наличие у неё планов проведения подобных атак, а М. Кахане, находившийся в это время в Израиле, назвал эту акцию «безумной» (утверждалось, что один из исполнителей, Ш. Сегаль, был агентом ФБР и мог действовать с целью скомпрометировать Лигу).
Жена — актриса, пианистка Эмма Борисовна Юрок, скончалась в Нью-Йорке 18 июля 1974 года.